# Cimetière de Grenelle
Le cimetière de Grenelle est l'ancien cimetière de la commune de Grenelle, actuellement dans le 15e arrondissement de Paris.

## Situation et accès
Il se situe 174 rue Saint-Charles, à l'angle de la rue Cauchy.

## Historique
D'une superficie de 64 ares, il a été créé en 1835 à la suite de la séparation de Grenelle d'avec Vaugirard et annexé à la ville de Paris en 1860.
Ce cimetière ne compte qu'un millier de sépultures. Les plus originales sont celles des familles Rémondot et Schmid. Marius Rémondot (1867-1921) et Henri Schmid (1872-1927), tous les deux sculpteurs, avaient épousé deux sœurs Schmitz : Marius avait épousé Jeanne (1871-1940) et Henri avait épousé Joséphine (1880-1969), deux des onze enfants des parents Schmitz dont la tombe est voisine.
Durant la guerre de 1870, 1 456 soldats y ont été enterrés sans être enregistrés. De même, en 1871, lors de la semaine sanglante, pour 30 communards. 

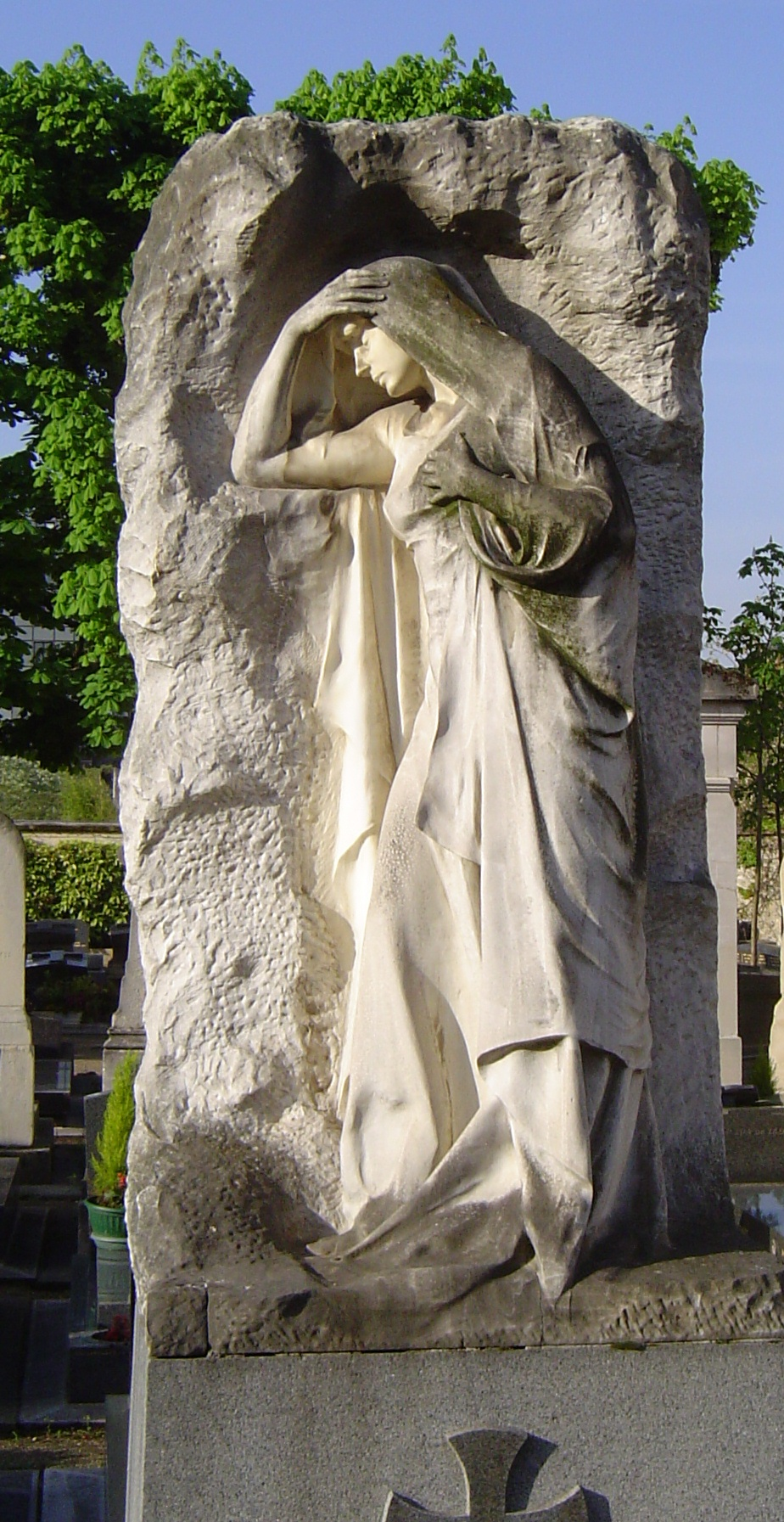
Détail de la tombe de la famille Rémondot.
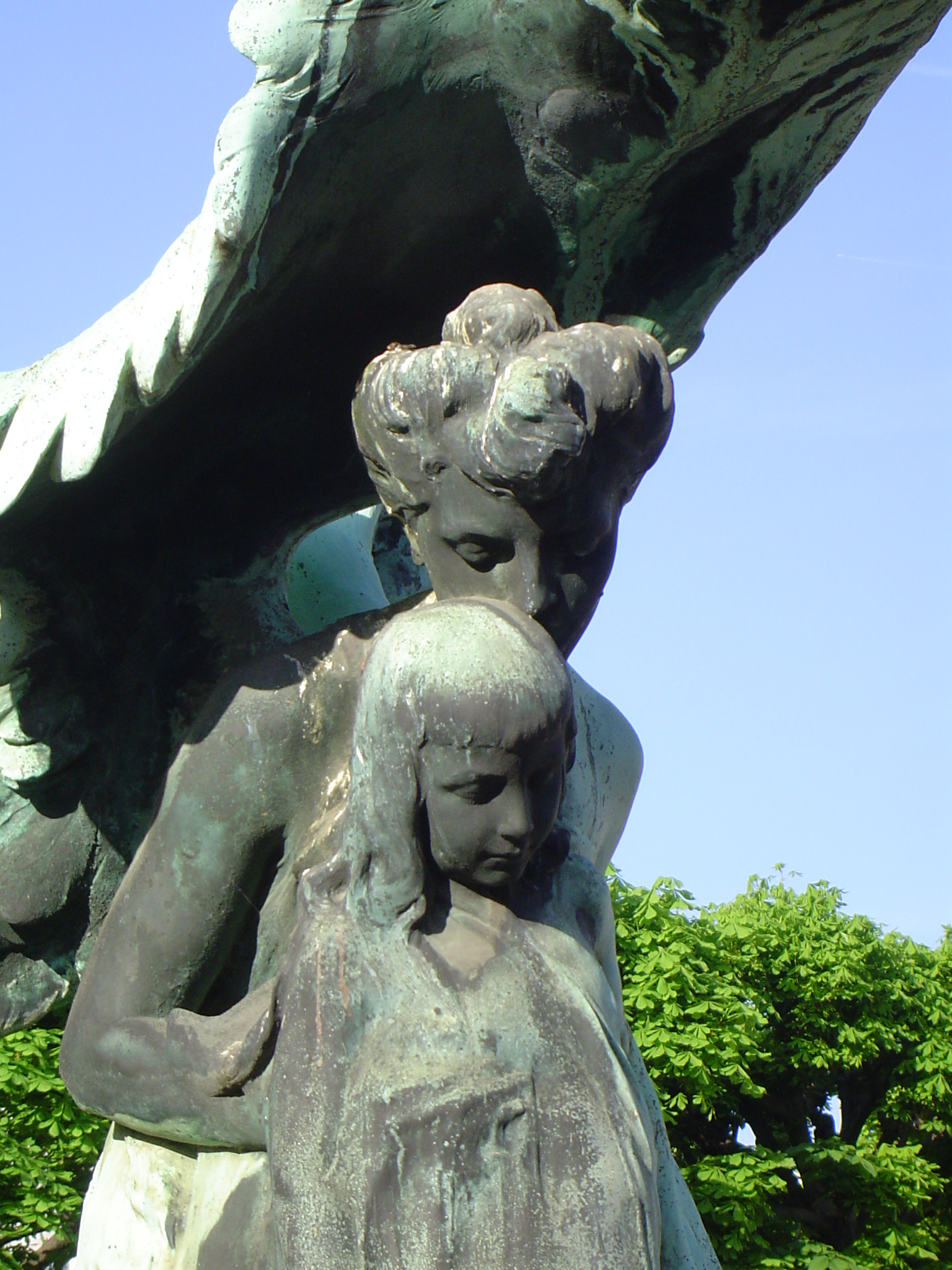
Détail de la tombe de la famille Schmid.
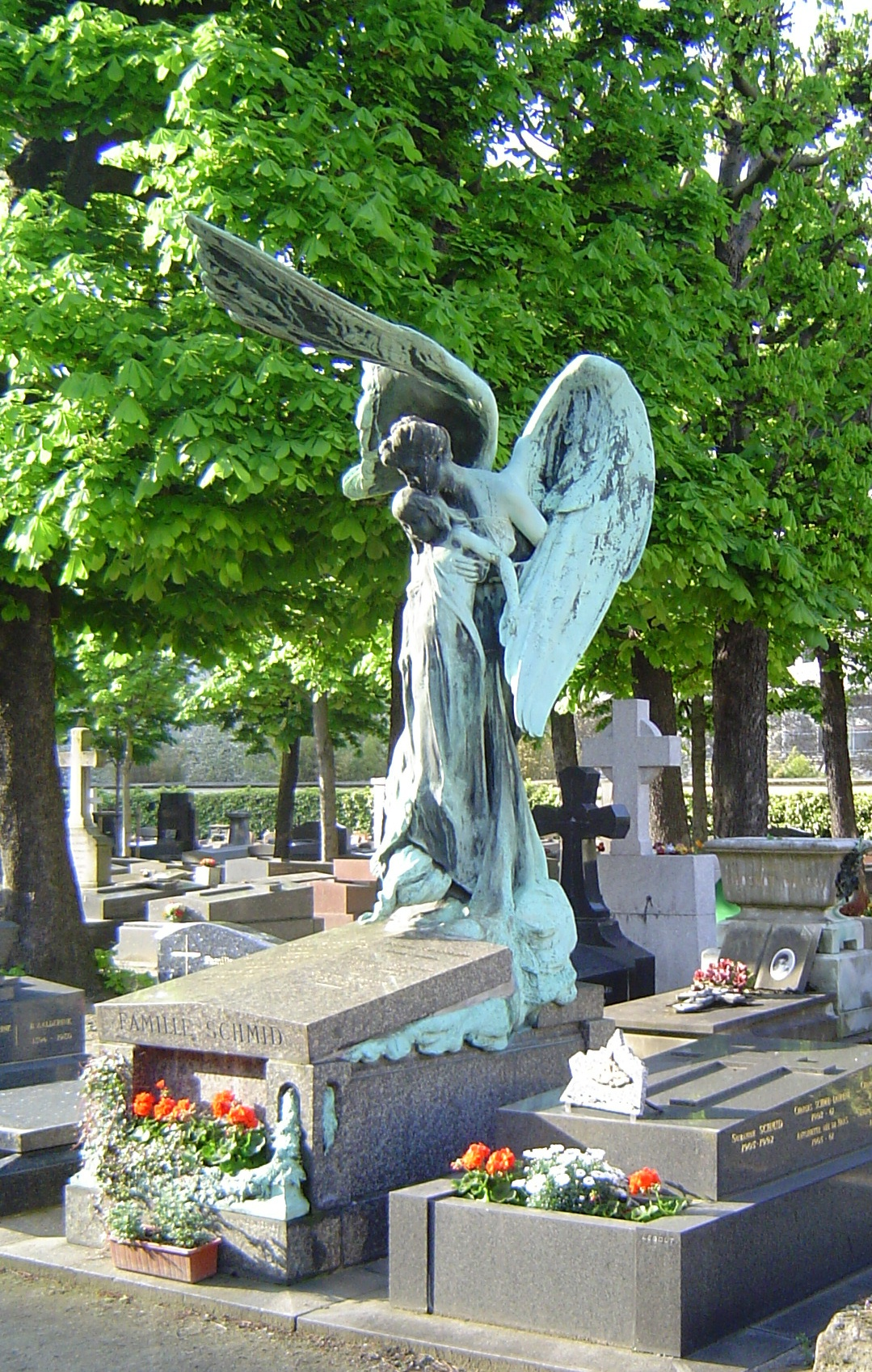
Tombe de la famille Schmid.

## Personnalités
| Nom,                                      | Métier | Division    | Photo |
| ----------------------------------------- | --- | ----------- | ----- |
| Georges Bourgeois (1884-1921)             | Artiste de l'Opéra comique | division 6  |       |
| Louis Coudouret (1896-1929)               | Pilote de chasse de la Première Guerre mondiale | division 7  |       |
| Adolphe Défossé (1855-1922)               | homme politique français | division 5  |       |
| Charles de Leeuw dit Valmoral (1883-1977) | Chanteur d'Opéra lyrique | division 9  |       |
| François Fauck (1911-1979)                | peintre français | division 4  |       |
| Pierre Gonzalez de Gaspard (1928-2014)    | Avocat pénaliste | division 7  |       |
| Louis Madelin (1871-1956)                 | historien, député et académicien français | division 7  |       |
| Édouard Martin (1847-1920)                | architecte français | division 1  |       |
| Jean Monge (1916-1991)                    | architecte français | division 2  |       |
| Julien Pierre (1901-1926)                 | musicien | division 9  |       |
| Joseph Poli (1922-2011)                   | journaliste français, écrivain, acteur | division 7  |       |
| Famille Rémondot                          | La tombe est surmontée d'une œuvre en marbre blanc de Marius Rémondot (1867-1921), datée de 1910 et représentant une pleureuse. | division 4  |       |
| Giorgio Ricci (1911-1996)                 | architecte français | division 7  |       |
| Famille Schmid                            | Un groupe en bronze, œuvre du statuaire Henri Schmid (1872-1927), représente une femme ailée soulevant un enfant mort : René, fils d'Henri et Joséphine était mort à l'âge de 4 ans. L'originalité de ce monument est due, en grande partie, au nuage surgissant de la tombe sur lequel se tiennent les personnages. | division 3  |       |
| Emanuel Ungaro (1933-2019)                | grand couturier | division 4  |       |
| Léonard Violet (1791-1881)                | Entrepreneur, fondateur du quartier de Grenelle | division 10 |       |

## Pour approfondir